# Noam Bettayeb
Noam Bettayeb, né le 18 avril 1983 à Sète, est un footballeur et joueur de beach soccer international français

## Biographie

### Enfance et formation
Noam Bettayeb commence le football au FC Sète en 1989 en débutants. Il poursuit l'année suivante au club de la Pointe-Courte, toujours à Sète, où il reste jusqu'en 2002.
À 19 ans, il intègre le groupe première évoluant en Division d'honneur (DH) mais pour peu de temps. En effet, Noam Bettayeb rejoint l'école des marins pompiers de Marseille, ce qui le contraint à ne plus pratiquer le football durant un an.

### Footballeur amateur
De 2004 à 2006, le Sétois décide de reprendre avec l'Olympique de la Peyrade où il connaît une accession en PHB. Après s'être relancé, Bettayeb signe chez le voisin muscatier, à l'AS Frontignan AC. Entre 2007 et 2012, il vit une accession en DH. En 2012, il revient au FC Sète et apporte son expérience à l'équipe réserve verte et blanche en DHR. En 2013, avec la section beach soccer du FCS, il est finaliste régional du National Beach Soccer. En 2014, devenu le capitaine de la réserve sétoise, il remporte la Coupe régionale face à Mende.
En parallèle, il intègre le Montpellier Hérault beach soccer en 2014 en compagnie d'Anthony Fayos avec Robin Gasset comme entraîneur. Il devient par la suite vice-champion de France après avoir été champion départemental et régional. Au terme de la saison 2014-2015, Noam Bettayeb prend sa retraite des terrains en herbe pour se consacrer au sable alors qu'il vient d'intégrer la sélection française de beach soccer.
En 2018, Noam revient sur sa décision et défend de nouveau les couleurs du FC Sète, en réserve, jouant la montée en Régional 1.
En 2022, il est toujours joueur du Montpellier HSC beach soccer qui lui permet de refaire son apparition en équipe de France.

### En équipe de France de beach soccer
Début 2015, Noam Bettayeb fait partie de la sélection française de beach soccer retenue par Stéphane François pour une tournée au Maroc fin février. Les Bleus affrontent la sélection hôte au cours de deux confrontations amicales à Casablanca.
Bettayeb est de nouveau retenu au rassemblement suivant : un stage à Balaruc-les-Bains et une double confrontation amicale face à la Hongrie. Il marque un but lors du premier match (victoire 4-2).
En avril 2021, Noam Bettayeb effectue son retour en Bleu sous le nouveau sélectionneur Claude Barrabé dans le cadre de la préparation des Tricolores aux éliminatoires de la Coupe du monde 2021 en Russie. Il s’y distingue en inscrivant un but en « bicyclette » offrant la victoire aux Bleus face à la Turquie (6-5 ap). Le pompier professionnel au centre de secours principal Jean Guizonnier de la Paillade (Montpellier) participe ensuite à l’Euro Beach Soccer League à Nazaré (Portugal).
En juin 2021, le joueur lui-même déclare avoir une vingtaine de sélection en équipe de France de beach soccer.
Début avril 2022, dans le premier de deux matchs amicaux contre les Comores, Noam Bettayeb signe un doublé (victoire 7-3),. Le mois suivant, il est de nouveau retenu pour le troisième stage de la saison, avec deux matches amicaux contre la Suisse.

## Poste
Au beach soccer, Noam Bettayeb évolue au poste d'attaquant, contrairement au football à 11 où il joue milieu de terrain défensif.

## Palmarès
- Championnat de France de beach soccer
  - Finaliste : 2013, 2014 et 2017 (avec Montpellier BS)
  - 3e : 2019 (avec Montpellier BS)

- Championnat du Languedoc-Roussillon de beach soccer (2)
  - Champion : 2013 et 2014 (avec Montpellier BS)
  - Troisième : 2015 (avec Montpellier BS)

- Championnat de l'Hérault de beach soccer (2)
  - Champion : 2013 et 2014 (avec Montpellier BS)